# Logania recurva
Logania recurva är en tvåhjärtbladig växtart som beskrevs av John McConnell Black. Logania recurva ingår i släktet Logania och familjen Loganiaceae. Inga underarter finns listade i Catalogue of Life.